# Tamilnadia uliginosa
Tamilnadia  es un género monotípico de plantas con flores de la familia de las rubiáceas. Su única especie es Tamilnadia uliginosa (Retz.) Tirveng. & Sastre (1979). Se encuentra desde el centro y sur de la India hasta Indochina donde se encuentra en las ciénagas, pantanos, riberas de los ríos y otros lugares húmedos.

## Descripción
Es un pequeño árbol, armado con espinas. El tronco con la corteza escabrosa de color rojizo. Ramas erguidas. Las hojas opuestas con corto pecíolo, oblongas, brillantes, enteras. La inflorescencia con 1-3 flores, grandes, blancas y fragantes. El fruto es una baya de 4 cm de ancho, globosa u ovoide.

## Taxonomía
Tamilnadia uliginosa fue descrita por (Retz.) Tirveng. & Sastre y publicado en Mauritius Institute Bulletin 8(4): 85, en el año 1979.
Sinonimia
- Catunaregam uliginosa (Retz.) Sivar.
- Gardenia pomifera Wall.
- Gardenia uliginosa Retz.	basónimo
- Posoqueria uliginosa (Retz.) Roxb.
- Randia uliginosa (Retz.) Poir.
- Solena uliginosa (Retz.) D.Dietr.
- Xeromphis uliginosa (Retz.) Maheshw.[4]